# Emil Lauffer

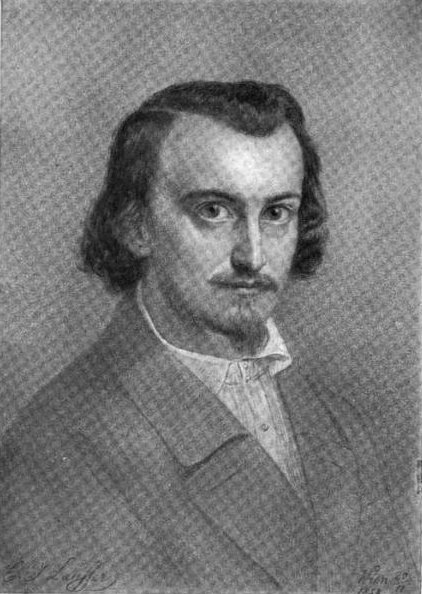
Emil Lauffer, Selbstbildnis, 1858

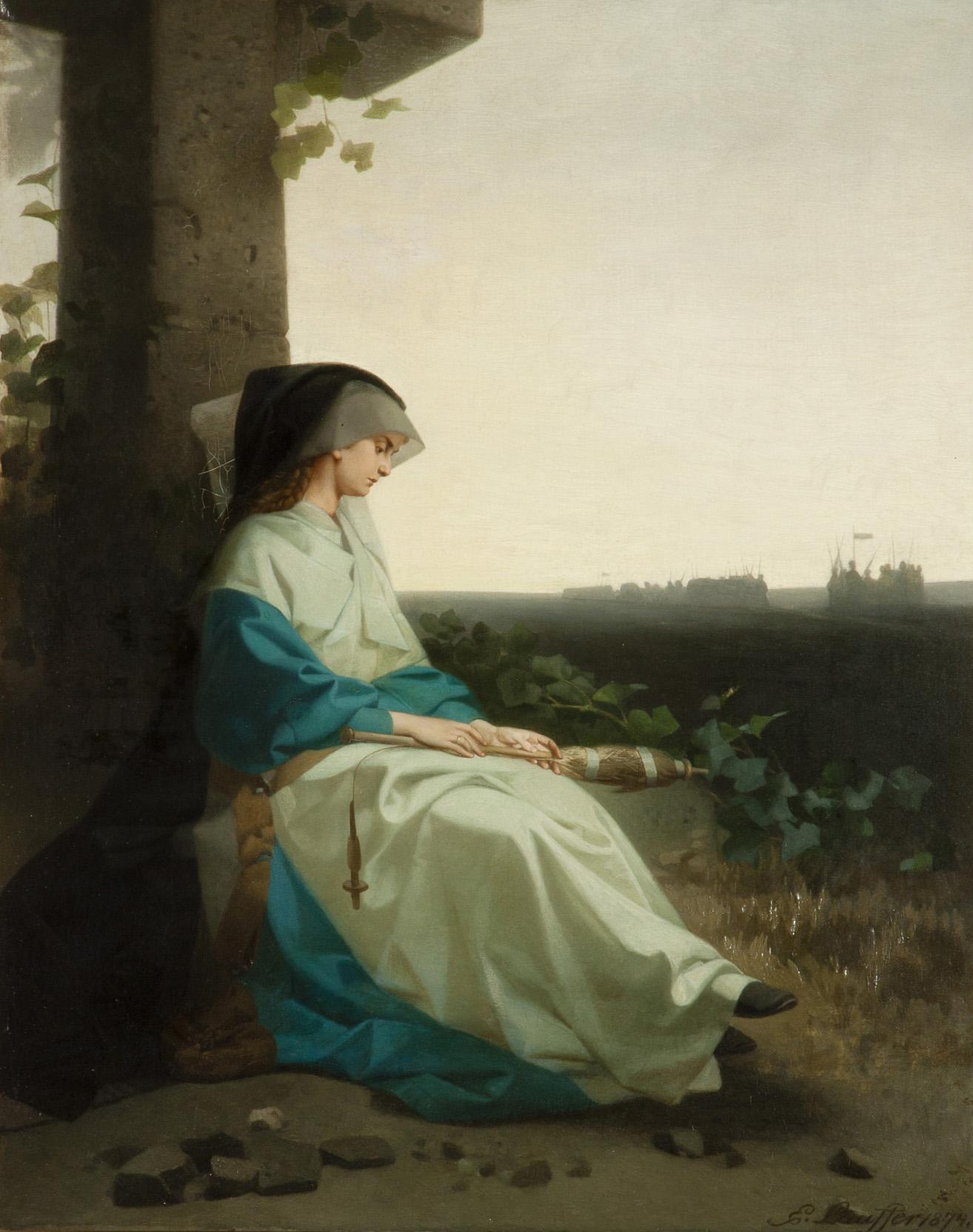
Abschiednahme, 1874

Emil Johann Lauffer (* 28. Juni 1837 in Hof; † 31. Mai 1909) war ein mährischer Maler und Direktor der Akademie der Bildenden Künste, Prag.

## Leben
Er war der Sohn des Apothekers Ferdinand Lauffer und dessen Frau Amalia Spatzier geboren. Sein älterer Bruder war der Dichter Ferdinand Josef Lauffer, dieser musste nach den Unruhen von 1848 ins Ausland fliehen.
Emil Lauffer studierte an der Wiener Kunstakademie bei Christian Ruben und siedelte 1865 nach Prag um. Er war an der malerischen Ausgestaltung des Lustschlosses Belvedere auf der Prager Burg beteiligt, die er nach Entwürfen seines Wiener Professors umsetzte. Er realisierte auch die Gemälde von Mikoláš Aleš im Foyer des Nationaltheaters in Prag.

## Werke
- Bildnis (Podobizna) (1866)
- Verlorene Wette (Prohraná sázka) (1867)
- Rückkehr vom Kalvarienberg (Návrat z Golgoty) (1868)
- Altarbild für Smečno: Der Heilige Wenzel (Sv. Václav)
- Feiernde Jäger (Sváteční myslivci) (1869)
- Marino Falieri erzählt Dogarese über seine Verlobung mit dem Adriatischen Meer (Marino Falieri vypravuje Dogarese o svém zasnoubení s Adriatickým mořem) (1870)
- Altarbild für Žabčice: Der Hl. Dominik (Sv. Dominik) (1872)
- Graf Eberhard II. der Greiner begrüsst sein Urenkel nach der Schlacht bei Döffingen (ausgestellt 1873 am Weltausstellung in Wien), aus dem Besitz der Grossherzogin Maria Antonia von Toscana in Schlackenwerth;[1]
- Maries Besuch bei Elisabeth (Návštěva Marie u Alžběty) (1876)
- Krimhild beschuldigt Gunther und Hagen des Mordes an Siegfried (Kriemhilda obviňuje Gunthera a Hagena ze zavraždění Siegfrieda) (1881)
- Porträt eines Kindes (Dětská podobizna) (1883).
- Die Verteidigung Prags gegen Belagerung durch Schweden (Hájení Prahy proti Švédům) (1648)
- Rudolf H., Beschützer der Kunst (Rudolf H., ochránce umění) (1648)